# Geoffroyus
A Geoffroyus a madarak osztályának papagájalakúak (Psittaciformes) rendjébe, a szakállaspapagáj-félék (Psittaculidae) családjába és a szakállaspapagáj-formák (Psittaculinae) alcsaládjába tartozó nem.

## Rendszerezésük
A  nemet Charles Lucien Jules Laurent Bonaparte francia ornitológus írta le 1850-ben, az alábbi faj tartozik ide:
- Vörösfejű papagáj (Geoffroyus geoffroyi)
- Zöldfejű papagáj (Geoffroyus simplex)
- Sárgafejű papagáj (Geoffroyus heteroclitus)
- Rennell-szigeti papagáj (Geoffroyus hyacinthinus vagy Geoffroyus heteroclitus hyacinthinus)